# Новоберёзовское
Новоберёзовское — село Шилкинского района Забайкальского края России. Административный центр сельского поселения «Новоберёзовское».

## География
Село расположено на северо-востоке района в 51 км к северу от города Шилки. Село стоит на реке Дуралей — правом притоке реки Торга. Через село Новоберёзовское проходит автодорога Р-297 «Амур».

## История
Село Новоберёзовское основали эвенки, которые перешли на оседлый образ жизни. Ранее носило название село Дуралейское (или с. Дуралей). На карте 1850 года обозначалось как Юрты. Указом ПВС РСФСР от 13 марта 1942 года село Дуралей переименовано в Ново-Берёзовское.

## Население
| 1989 | 2002 | 2010 | 2021 |
| ---- | ---- | ---- | ---- |
| 517  | ↘464 | ↘383 | ↘308 |

## Инфраструктура
В селе есть средняя школа им. С. А. Маркидонова, дом культуры, библиотека, узел связи, магазин, фельдшерский пункт, сельская амбулатория. В селе находится СХА «Березовская».